# FV-1
De FV-1 is een hoofdverkeersweg op het Spaanse eiland Fuerteventura. De weg loopt vanaf de noordelijke plaats Corralejo naar Puerto del Rosario en loopt langs het Parque Natural de Corralejo.
De weg wordt in de toekomst vervangen door een autovía door het binnenland van het eiland. Het nationaal park wordt daarmee ontzien van doorgaand verkeer. Door de economische crisis is de openstelling van de weg enkele jaren uitgesteld. Het gedeelte tussen Caldereta en Corralejo wordt naar verwachting in 2017 geopend. De bouw van het zuidelijke gedeelte vanuit de hoofdstad Puerto del Rosario naar Caldereta is nog niet begonnen.